# Elizabeth Gould

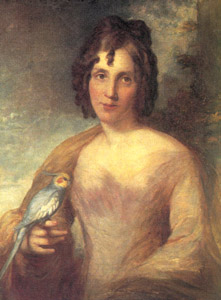
Elizabeth Gould met een valkparkiet (Nymphicus hollandicus) in haar rechterhand

Elizabeth Gould (geboren Coxen) (18 juli 1804 – 15 augustus 1841) was een Britse kunstenares en illustratrice, getrouwd met de ornitholoog en schilder van dieren John Gould. Zij maakte vele illustraties voor zijn ornithologische publicaties.
Ze trouwde in 1829 met John Gould en hij stimuleerde haar om litho's te vervaardigen. Zij maakte meer dan 600 litho's. Onder andere ook van de door Charles Darwin verzamelde vogels, een deel uit diens Zoology of the Voyage of HMS Beagle.
Het echtpaar verbleef tussen 1838 en 1840 in Australië waar Elizabeth honderden tekeningen maakte voor de publicaties van John Gould over de zoogdieren en vogels van Australië. Van deze tekeningen werden litho's gemaakt door H.C. Richter en die werden onder zijn naam gepubliceerd. Dit droeg ertoe bij dat haar reputatie nog meer in de schaduw kwam te staan van die van haar beroemde echtgenoot John.
Er zijn twee vogelsoorten naar haar vernoemd, de Gouldamadine (Chloebia gouldiae) en de Goulds honingzuiger (Aethopyga gouldiae). Daarnaast ook de Goulds varaan (Varanus gouldii) en de Goulds muis (Pseudomys gouldii).

Litho's van Elizabeth Gould
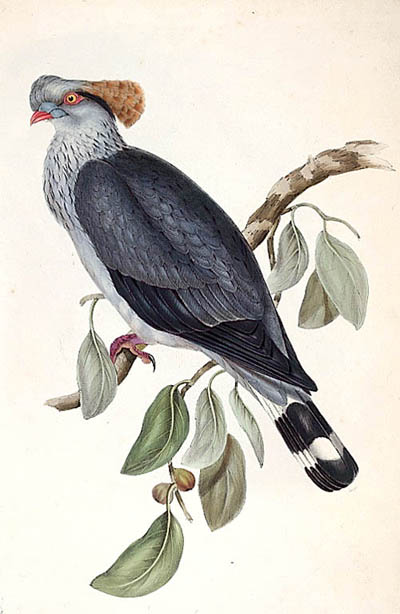
Knoedelduif (Lopholaimus antarcticus)
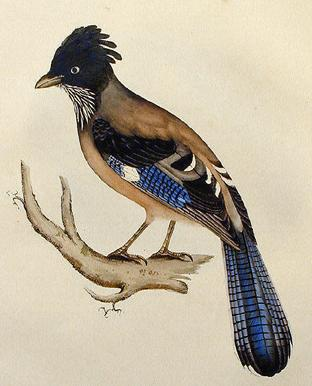
Strepengaai (Garrulus lanceolatus)

- Australian Dictionary of Biography: gould-elizabeth-2112
- Art Gallery of South Australia: 13450
- Bibliothèque nationale de France: cb14060985n (data)
- Stuttgart Database of Scientific Illustrators 1450–1950: 676
- Gemeinsame Normdatei: 1011908468
- International Standard Name Identifier: 0000 0001 1937 9469
- Library of Congress Control Number: no2012089925
- Nationale bibliotheek van Australië: 35662986
- Nationale Bibliotheek van Polen: a0000003785300
- Nederlandse Thesaurus van Auteursnamen: 296354899
- RKD-Nederlands Instituut voor Kunstgeschiedenis: 33013
- SNAC: w61k1mzc
- Système universitaire de documentation: 159748577
- Trove: 552826
- Union List of Artist Names: 500017064
- Virtual International Authority File: 95337417
- WorldCat: E39PBJhRJmHTvCDHGvB4WR69Xd